# Hard Rock Hallelujah
"Hard Rock Hallelujah" är en hårdrockslåt skriven av Tomi Putaansuu och framförd av den finska gruppen Lordi. Den valdes att tävla i den finska uttagningen till Eurovision Song Contest 2006 i Aten och vann den nationella finalen. I Eurovisionen i Grekland tävlade bidraget i semifinalen, vilken den vann överlägset med 292 poäng. I finalen vann låten med lika många poäng som den fick i semifinalen, 292 poäng. Den blev Finlands första seger i tävlingen och även deras första bidrag att hamna på någon av de fem främsta placeringarna.
Låten släpptes som singelskiva 19 maj 2006 och låg som bäst åtta på svenska försäljningslistan. Den 27 maj 2006 slogs Guinnessrekordet i karaokesång då 90 000 människor sjöng med till "Hard Rock Hallelujah" i Helsingfors för att fira den första finländska segern i Eurovision Song Contest.

## Låtlistor och format

### Finländsk singel
1. Hard Rock Hallelujah (Eurovicious Radio Edit)
2. Hard Rock Hallelujah
3. Mr Killjoy

### Tysk/europeisk singel
1. Hard Rock Hallelujah (Eurovicious Radio Edit)
2. Supermonstars
3. Hard Rock Hallelujah (video)
4. . Blood Red Sandman (Video)
5. Devil Is a Loser (video)

### DualDisc
* Ljud:
1. Hard Rock Hallelujah (Eurovicious Radio Edit)
2. Hard Rock Hallelujah
3. Mr Killjoy

* DVD:
1. Hard Rock Hallelujah (video)
2. Blood Red Sandman (Video)
3. Devil Is a Loser (video)

## Listplaceringar
| Lista (2006-2007)   | Topplacering |
| ------------------- | ------------ |
| Belgien (Flandern)  | 2            |
| Belgien (Vallonien) | 21           |
| Finland             | 8            |
| Nederländerna       | 27           |
| Norge               | 9            |
| Schweiz             | 17           |
| Sverige             | 8            |
| Österrike           | 2            |

### Fotnoter
1. ↑  ”Listplacering”. http://www.ultratop.be/nl/showitem.asp?interpret=Lordi&titel=Hard+Rock+Hallelujah&cat=s. Läst 5 maj 2011.
2. ↑  ”Listplacering”. http://www.ultratop.be/fr/showitem.asp?interpret=Lordi&titel=Hard+Rock+Hallelujah&cat=s. Läst 5 maj 2011.
3. ↑  ”Listplacering”. http://finnishcharts.com/showitem.asp?interpret=Lordi&titel=Hard+Rock+Hallelujah&cat=s. Läst 5 maj 2011.
4. ↑  ”Listplacering”. http://dutchcharts.nl/showitem.asp?interpret=Lordi&titel=Hard+Rock+Hallelujah&cat=s. Läst 5 maj 2011.
5. ↑  ”Listplacering”. http://norwegiancharts.com/showitem.asp?interpret=Lordi&titel=Hard+Rock+Hallelujah&cat=s. Läst 5 maj 2011.
6. ↑  ”Listplacering”. http://hitparade.ch/showitem.asp?interpret=Lordi&titel=Hard+Rock+Hallelujah&cat=s. Läst 5 maj 2011.
7. ↑  ”Listplacering”. http://swedishcharts.com/showitem.asp?interpret=Lordi&titel=Hard+Rock+Hallelujah&cat=s. Läst 5 maj 2011.
8. ↑  ”Listplacering”. http://austriancharts.at/showitem.asp?interpret=Lordi&titel=Hard+Rock+Hallelujah&cat=s. Läst 5 maj 2011.